# 說劍
《說劍》是台灣遊戲開發團隊日頭遊戲製作的一款武俠動作遊戲，講述一名劍客畢生浸淫劍學的故事。遊戲的中國大陸發行由心動公司負責，2016年2月18日在iOS發佈，2016年7月7日登陸Android平台。

## 遊戲系統
玩家在遊戲《說劍》中扮演一個學藝中的劍客，在老師的教導下體驗開山立派的祖師爺當年的成長之路，期間玩家會體驗到祖師爺當年的用劍之道。遊戲的六個關卡對應祖師爺不同階段使用的劍，分別為學劍、仗劍、悟劍、霸劍、樸劍和無劍。遊戲操作形式主要為點觸和劃線，每個關卡的玩法都不同，一開始是以劃線的形式臨摹屏幕上的文字，之後是以劃線的形式擊退象征敵人兵器的紅色墨線，還有以劃線方式一次性抵擋敵人全部兵器的攻擊，再後來是點觸屏幕用半徑不斷增加的圓形劍回擊敵人，而最後章節會結合點觸和劃線的所有操作。遊戲有三個難度，玩家可以在遊玩期間隨時調整，此外遊戲使用了自動存檔功能，玩家在失敗後能直接從失敗的進度繼續進行遊玩。

## 開發
《說劍》是日頭遊戲的第二款作品，遊戲的開發時間原本預定兩個月，最後是長達兩年。遊戲選取武俠題材是因為遊戲製作人陳禮國本身是個武俠小說迷，有著想作出「遊戲中的武俠」的念頭。由於開發人員有限，無法製作精美的畫面、流暢的動畫和漂亮的動作設計，於是以採用「刀光劍影」的方式，將招式抽象化，讓玩家自行構想其他的內容。遊戲的開發團隊只有三人，除了《策馬入山林》的製作人員，還有陳禮國在Game Jam認識的李權鋒，三人團隊中陳禮國負責策劃和設計，陳嘉祐負責程序，李權鋒負責美術表現。遊戲自2014年2月開始製作，在3月完成原型，4月正式邀請李權鋒加入團隊，在7月大致完成遊戲架構。之後由於三人非全職和私事，開發進度變得緩慢，直到2015年8月才開始收尾，三人只能在有空時齊聚咖啡廳進行開發。
遊戲的靈感是源於金庸作品中角色獨孤求敗，遊戲的六個章節就是對應獨孤求敗的提出的用劍境界，開發過程中受到《浪客劍心》《烙印勇士》《水果忍者》等作品的啟發。遊戲的美術風格為水墨畫，李權鋒此前並沒有嘗試過這種風格，故此遊戲的美術尤其是人物方面，較傳統水墨畫更為寫實。而遊戲中的書法部分，陳禮國請來學過幾年書法的親戚幫忙。遊戲的定位為小品，所以並沒有特別編寫關卡編輯器，這導致在測試階段收到玩家的反饋來調整難度時，開發組花費了大量時間進行修改。遊戲在後期會沒有引導，讓玩家自行探索玩法，開發組曾經設計過一種需要陀螺儀操作的玩法，在測試階段發現不少玩家會在桌子上平放手機玩遊戲，導致很難發現這種玩法，於是在最終版本中刪除這種玩法。
日頭遊戲授予心動公司中國大陸發行權之後，同時將遊戲源代碼交給了心動製作遊戲的Android版。

## 發行
2014年10月13日，日頭遊戲首次公佈《說劍》的開發計劃，並展示數張遊戲的美術插畫，並表示之後會陸續在披露開發細節。2015年9月4日，開發團隊發佈了遊戲宣傳片，並宣佈會前往東京電玩展展出作品。2016年2月18日，遊戲正式在App Store發佈，遊戲在上百個國家及地區獲得App Store編輯的推薦。遊戲中國大陸地區的發行由心動負責。7月7日，遊戲登陸Android平台。中國大陸地區同樣由心動在TapTap發行，《說劍》是TapTap首次在Android平台推出的付費產品，定價一人民幣，發售首日售出4000份，一周售出17000份。

## 評價
遊戲發佈之前，獲得2015年第七屆中國獨立遊戲節獲得「最佳行動遊戲」的獎項，Indie Stream Award的2015年審查委員會特別獎。遊戲發售後獲得App Store中國區「Best of 2016」年度精選的獨立遊戲類別，Google Play的台灣地區2016年度「最佳獨立製作遊戲」，2016TapTap年度遊戲大賞的「最佳獨立遊戲獎」和「最佳音樂獎」。根據在Metacritic的匯總評分，遊戲在媒體中得到普遍良好的評價。不少中文媒體給予遊戲很高的評價，認為遊戲具有武俠的意境。巴哈姆特電玩資訊站的編輯Nalio認為「《說劍》不僅兼具劇情、遊戲性、以及藝術性，更是完美揉合了這三者，創造出深沉且極具古典之美的意境」。遊戲葡萄的編輯托马斯之颅認為「《说剑》水墨美术风格比较成熟，玩法创新繁多，且与美术与设定互为表里，传递了武侠游戏应有的意境。再加上各要素之间的和谐联动，既有叙事之串联，又有思想的贯通。层层推动之下，或许这款游戏已经摸到了艺术的门槛」。觸樂編輯高洋指出《说剑》的體驗是有門檻的，遊戲的核心是一種意境的表達，這種感受妙不可言，如果不懂武術，遊戲體驗「只是一个水墨风格的划线小游戏合集」。非中文媒體也有提到遊戲的藝術性，同時也指出遊戲在設計上的一些問題，4gamer的編輯目代将規認為遊戲的動作表現充滿新鮮感，同時批評遊戲音量太小。Fami通App的編輯指出遊戲的選單根據世界觀設置成印章，他搞不懂選單的內容所指，在摸索了一段時間後才明白。TouchArcade的編輯認為遊戲的最大特點就是其藝術性，但是玩法不夠好，難度設置很不均衡，特別是遊戲後期引入新的玩法，難度也同時變高影響體驗。

## 外部連結
- 開發組的遊戲官網 （繁體中文）
- 心動的遊戲官網 （繁體中文）